# 원포자충속
원포자충속(Cyclospora)은 정단복합체충문에 속하는 기생하는 원생생물 속의 하나이다. 원포자충증(Cyclosporiasis)을 일으키는 원포자충(Cyclospora cayetanensis)을 포함하고 있다.

## 하위 종
- C. angimurinensis
- C. ashtabulensis
- C. caryolytica
- 원포자충 (C. cayetanensis)
- C. cercopitheci
- C. colobi
- C. macacae
- C. papionis